# Sorbus bristoliensis
Espèce
Classification phylogénétique
Statut de conservation UICN

 EN  : En danger
Sorbus bristoliensis est une espèce de plantes à fleurs du genre Sorbus et de la famille des Rosaceae. C'est un arbre.